# تاکتیک نیروی دریایی

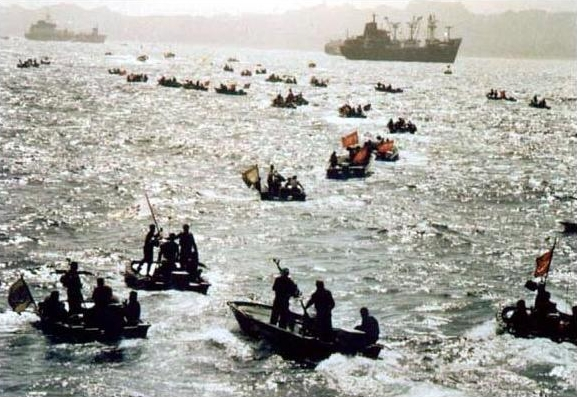
استفاده از قایقهای کوچک و تندرو جهت محاصره و حملات همه‌سویه به اهداف دشمن در خلال جنگ نفت‌کش‌ها، عمده تاکتیک نظامی اتخاذ شده توسط نیروی دریایی سپاه بوده

تاکتیک نیروی دریایی مجموعه‌ای از روش‌ها و شیوه‌هایی است که نیروی دریایی کشورها جهت درگیر شدن با ناوگان دشمن در دریا بکار می‌گیرند و هدف از طرح‌ریزی و اجرای آن، کسب پیروزی در نبرد دریایی با حداکثر موفقیت در انهدام قوای دشمن در کنار صرف کمترین هزینه مالی و انسانی قوای خودی، می‌باشد.
عبارت تاکتیک نیروی دریایی معادل عبارت تاکتیک نظامی در نبردهای زمینی است. موضوع تاکتیک‌ها در نیروی دریایی با مسئله راهبرد نیروی دریایی تفاوت دارد. تاکتیک‌های نیروی دریایی مربوط به اقداماتی هستند که یک فرمانده در جریان نبرد و در حضور دشمن انجام می‌دهد در حالی که راهبردها با طرح جامع و کلی نیروی دریایی برای دستیابی به پیروزی مربوطند. تعین راهبردهای کلی به فرمانده کمک می‌کند تا نیروهای خود را به مکان‌هایی که برایش سودمند خواهد بود منتقل کند.